# マクシミリアン・ベフォート
マクシミリアン・ベフォート（Maximilian Befort、1989年5月15日 - ）は、ドイツの俳優。

## 出演作品
- リトル・ウィッチ ビビと魔法のクリスタル（フロリアン）